# Stadion Pod Vrmcem
Stadion Pod Vrmcem – stadion piłkarski w Kotorze, w Czarnogórze. Obiekt może pomieścić 5000 widzów. Swoje spotkania rozgrywają na nim piłkarze klubu FK Bokelj.